# Маїн Абдель-Малік Саїд
Маїн Абдель-Малік Саїд(1977 , Таїз ) — єменський політик та прем'єр-міністр Ємену з 18 жовтня 2018 по 5 лютого 2024 року.

## Кар'єра
Саїд був архітектором і технократом, під час роботи у дорадчій групі в Каїрі з планування та будівництва. Також обіймав посаду доцента на інженерному факультеті Університету Тамар. 
Саїд брав участь в урядовій делегації у раундах консультацій з ополченнями хуситів на першій Женевській конференції, а також у швейцарському місті Біль та Кувейті.

## Прем'єр-міністр Ємену
18 жовтня 2018 року президент Ємену Абд Раббо Мансур Гаді звільнив Ахмеда Обейда бін Дагра, звинувативши його в економічній кризі, що сколихнула Ємен. Саїд був призначений на його місце, що робить його наймолодшим прем'єр-міністром в історії Ємену.

## Атака на аеропорт 2020 року
30 грудня 2020 року літак із Саїдом та іншими членами нещодавно сформованого уряду Ємену приземлився в міжнародному аеропорту Адена з Саудівської Аравії. Під час приземлення літака в аеропорту вибухнули бомби, після чого бойовики відкрили вогонь. Щонайменше 25 людей загинули, ще понад 110 отримали поранення. 
Саїда відвезли у безпечне місце.